# Harardhere
Harardhere est une ville du centre de la Somalie, au Galmudug.
Harardhere était considéré comme une plaque tournante des activités de piraterie maritime. Son port est contrôlé par des factions armées.